# Docalidia argutiae
Docalidia argutiae är en insektsart som beskrevs av Nielson 1992. Docalidia argutiae ingår i släktet Docalidia och familjen dvärgstritar. Inga underarter finns listade i Catalogue of Life.